# Зальцбургское архиепископство
Княжество-архиепископство Зальцбургское (нем. Fürst-Erzbistum Salzburg) — церковное княжество в составе Священной Римской империи, со столицей в городе Зальцбург (современная Австрия).
Архиепархия Зальцбурга стала княжеством-архиепископством в 1213 году, когда архиепископ Эберхард II Регенсбургский получил титул имперского князя. После того, как 1245 году на Лионском соборе папа Иннокентий IV отлучил от церкви своего врага — императора Фридриха II, то Эберхард, как и большинство немецких князей, отказался поддержать это решение, за что был тоже отлучён от церкви.
Во время периода междуцарствия в Священной Римской империи (1254—1273) архиепископство также переживало тяжёлые времена. Ситуация установилась лишь в конце XIII века, когда избранный императором Рудольф I стал превращать Австрию в своё наследственное владение. С тех пор зальцбургские архиепископы были верными союзниками Габсбургов в их борьбе против Виттельсбахов.
В 1347 году в Зальцбург пришла «Чёрная смерть», после чего в архиепископстве начался упадок. В XV веке княжество страдало от турецких вторжений и грабительской политики властей. В 1473 году Бернард II Рёрский впервые в истории собрал совет княжества, и отрёкся от должности. В 1481 году император Фридрих III даровал городу Зальцбургу право самому избирать себе бургомистра и городской совет, что вызвало непрерывную борьбу между ними и правившим архиепископом. Ситуацию сумел переломить лишь ставший архиепископом в 1495 году Леонард фон Койтшахт, который, пригласив в 1511 году бургомистра и членов городского совета на большой обед, арестовал их всех и вынудил отказаться от таких прав. Леонард сумел укрепить экономическое положение архиепископства, увеличил добычу соли, золота и серебра, и сделал Зальцбург одним из богатейших государств в составе Священной Римской империи.
В 1514 году Леонарду пришлось сделать своим коадъютором Маттеуса Ланга фон Велленберга, бывшего секретаря императора Максимилиана I. Последние годы жизни Леонард провёл в борьбе против своего коадъютора, который, после смерти Леонарда в 1519 году, и стал новым архиепископом Зальцбургским.
Фон Велленберг быстро стал очень непопулярным в архиепископстве за свою ортодоксальную позицию в вопросах, связанных с Реформацией, и во время Крестьянской войны в Германии ему пришлось тяжело сражаться, чтобы удержаться на своём посту. Последующие правители действовали более мудро, и сумели удержать Зальцбург в стороне от религиозных войн, терзавших Германию в XVI-XVII веках.
В 1731 году из архиепископства было изгнано более 30 тыс. протестантов.
В 1803 году в рамках германской медиатизации архиепископство было секуляризовано и преобразовано в Зальцбургское курфюршество.